# Léon Meysmans
Léon Lambert Meysmans (Geldenaken, 30 november 1871 - Elsene, 6 november 1952) was een Belgisch volksvertegenwoordiger.

## Levensloop
Meysmans promoveerde in 1891 tot doctor in de wijsbegeerte en letteren aan de Rijksuniversiteit Gent en in 1896 tot doctor in de rechten aan de ULB. Hij was korte tijd advocaat.
Tijdens zijn studie was hij actief in de socialistische studentenbeweging. Meysmans stichtte de Cercle des Etudiants Socialistes in 1888 en leidde het jaar daarop de publicatie L'Etudiant Socialiste. Hij werd redacteur bij Le Peuple en was samen met Camille Huysmans de initiatiefnemer van de Gazet van Brussel. In 1924 stichtte hij Het Volksblad.
Binnen de BWP was Meysmans aanvankelijk een overtuigde flamingant. Hij had in 1907 zitting in de tweede hoogeschoolcommissie en diende in 1922 als parlementslid een wetsvoorstel in over de oprichting van een Nederlandstalige universiteit in Antwerpen. In de loop van de jaren 1920 werd hij echter een voorstander van de Waalse Beweging. Vanaf dan verzette hij zich tegen elke taalwet en werd hij bij verkiezingscampagnes gesteund door een aantal Franstalige en Waalsgezinde pressiegroepen in Brussel.
Hij ging in Zaventem wonen en was er voor de BWP/BSP gemeenteraadslid van 1911 tot 1946. Ook zat hij van 1902 tot 1936 en van 1938 tot aan zijn dood in 1952 voor het arrondissement Brussel in de Kamer van volksvertegenwoordigers. Van 1928 tot 1936 was Meysmans ondervoorzitter van de Kamer.

## Publicaties
- La conjoncture capitaliste ou la fin d'un régime et d'une doctrine, Brussel, 1894.
- Le bilan parlementaire, Brussel, 1906.
- Pourquoi l'article 310 doit disparaître! Historique et commentaires, Brussel, 1907.
- La question universitaire, in: Le Peuple, 10 december 1911.